# فرخنده پهلوقهوه‌ای
فرخنده پهلوقهوه‌ای (نام علمی: Thlypopsis pectoralis) گونه‌ای از پرندگان تیرهٔ فرخندگان (Thraupidae) و بومی پرو است.
زیستگاه‌های طبیعی آن بوته‌زارهای نیمه‌گرمسیری یا گرمسیری با ارتفاع بالا و جنگل‌های پیشین به شدت دگرگون‌شده است.